# Warrejev panj
Warrejev panj, pogovorno tudi panj Warre ali Warre panj; tudi Ljudski panj (francosko la Ruche Populaire) je tip nakladnega panja, imenovan po svojem izumitelju, francoskem duhovniku in čebelarju Émile Warréju. Panj zasledimo v francoščini tudi pod imeni Ruche Écologique, Ruche Climatstable in Ruche Française.
Émile Warré je znan v zgodovini čebelarjenja po svojem delu Čebelarjenje za vsakogar (fr. L' Apiculture Pour Tous).

## Warrejev panj in njegovi sestavni deli
Njegova izvedba panja je temeljila na petdesetletnemu iskanju najbolj primerne različice izmed 350 verzij panjev njegovih predhodnikov, npr. Dadant-Blattovim panjem, Layensevim panjem, Voirnotvim panjem. 
Warrejev panj je preprost, ekonomičen, čebeli prijazen in ob pravilnem delu zagotovlja tudi presežek medu za čebelarja. Ima podnico, 4 naklade in streho. Osnovna dimenzija naklade panja je 300 x 300 x 210 mm. V vsaki nakladi je 8 letvic, širokih 24 mm, na katerih v originalni izvedbi čebele same grade satje. Razmak med letvicami je 12 mm.

## Prednosti in slabosti čebelarjenja z Warrejevim panjem[5][6]

### Prednosti
1. Manjše dimenzije panja (naklad)
  - posamične naklade čebele hitro napolnijo z medom
  - satne celice so hitro zgrajene in zapolnjene
  - presežki medu tudi v slabših letinah in slabših pašnih pogojih
  - možnost pridelovanja sortnega medu
  - matico hitreje najdemo (pri uporabi satnic z okvirji)
  - ločeni sta zalega in med, kar omogoča večjo manipulacijo
  - naklade so sorazmerno lahke
  - majhne in šibke čebelje družine imajo večjo možnost preživetja
  - zelo malo satnih celic je povsem praznih, vse so naseljene in zato vzdrževane
  - izdelava panjev je sorazmerno poceni (manjše naklade, preprostost izdelave)
  - ker so naklade manjših dimezij, omogočajo hiter pregled čebelje družine
2. Vse naklade so enakih dimenzij, kar omogoča standardizacijo ter s tem večjo učinkovitost in ekonomsko upravičenost
3. Dvokapna streha je estetskega videza
4. Dobro prezimovanje družine in sorazmerno majhna poraba zimskih zalog medu
5. Dobra prilagodljivost
  - možnost ekstenzivnega, intenzivnega ali kombiniranega dela s čebeljimi družinami
  - prilagodljivost lokalnim razmeram, podnebju in čebelarjevim potrebam

### Slabosti
1. Manjše dimenzije panja (naklad)
  - horizontalna širitev gnezda je omejena
  - satje je prilepljeno ob stene panja
  - panj ne prinaša velikih (izjemnih) donosov medu
2. Slabosti nepremičnega / nedotakljivega plodišča
  - iskanje matice je oteženo
  - večkratno jemanje zalog medu je oteženo
  - oteženo je jemanje posamičnih satov v panju z namenom omejiti rojenje
  - čebeljih družin se ne da okrepiti z dodajanjem zaleženih satov iz drugih panjev
  - hranjenje v slabših pašnih razmerah z dodajanjem medenih satov je oteženo
  - ob hranjenju čebel z dodajanjem sladkorja obstaja možnost prehoda sladkorja v medene zaloge naslednje leto
3. Panj je sorazmerno težko kupiti v čebelarskih trgovinah
4. Slabša kompatibilnost z ostalimi vrstami panjev zaradi različnih dimenzij)